# アジリティ

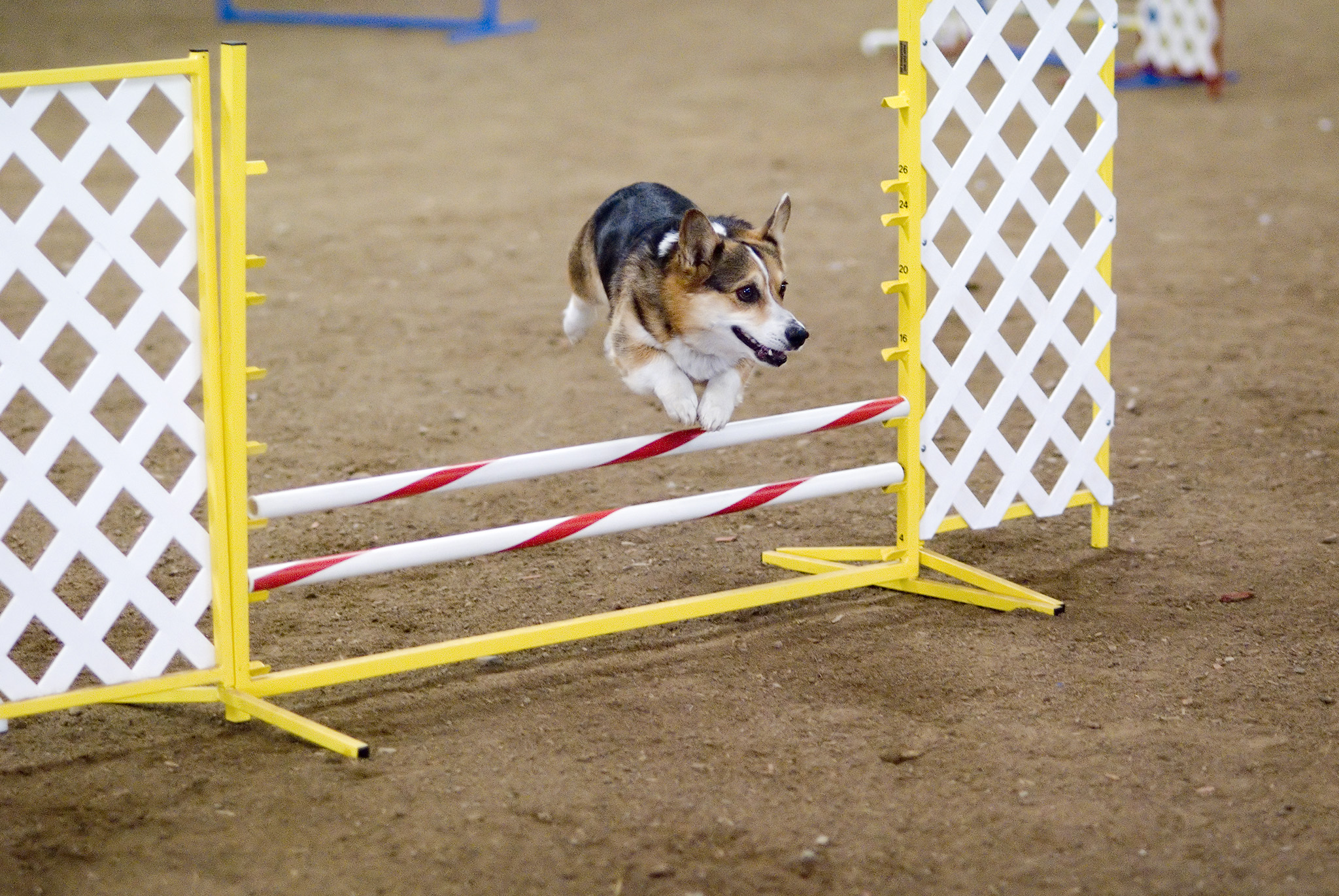
ハードルを飛び越えるウェルシュ・コーギー・ペンブローク

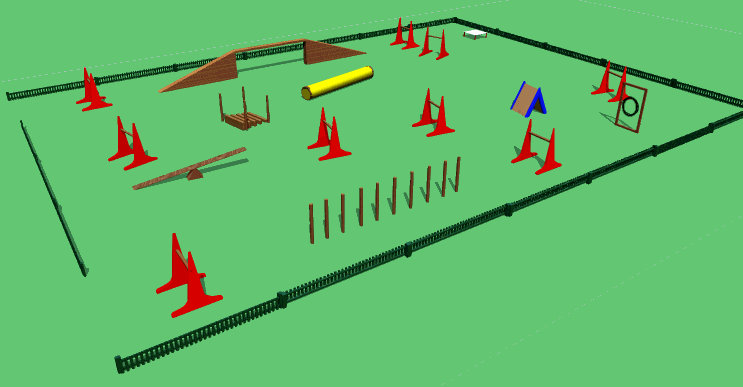
コースと障害物の一例。障害物の配置は大会のたびに変わる。

アジリティとは、犬の障害物競走のことである。

## 概要
犬と「ハンドラー（指導手）」と呼ばれる人間が ひと組のペアとなり行われる障害物を用いた競技である。ハンドラーが犬に指示を出し、障害を決められた順序のとおりにクリアする。失敗、拒絶がなくかつ標準タイムと呼ばれる制限時間内にクリアしたペアのうち、最もタイムが少ないペアが1位となる。タイムが早くても失敗、拒絶などがあるとタイムから減点され、その順位はタイム内で完走し減点が無いペアよりも下位となる。
障害物の配置は、大会のたびに変わる。そして競技当日、競技開始の直前まで、参加者たちにはその配置は教えられず、伏せられている。競技直前にハンドラー（＝人間）たちだけがコース内に入り下見することが許される時間がもうけられる。犬たちはその時点でも入れない。ハンドラーたちは、コースを歩いて下見し、自分の犬にどのような場所・タイミングでどのような指示を与えるか、具体的にイメージしつつ作戦を練る。
イギリスで1970年代後半に馬の障害馬場を元に生まれた競技である。米国では1980年代初期に紹介された。日本では1990年代前半に紹介された。→#歴史

## 歴史
犬のアジリティ競技は、遡れば、1970年代にイギリスで行われたショーで行われたデモンストレーション・ショーにその起源を見出すことができる。

### アジリティの起源
文書で確認できる最初の犬のアジリティは、犬関連のショー（展示会）の「Crufts」で1978年に、観客を楽しませるための一種のエンターテイメント・ショーとして登場した。1977年にCruftsの組織委員のメンバーに加わったJohn Varleyが、メイン競技場で行われる「obedience競技」と「conformation競技」の間にできてしまう時間に、観客たちを（待たせて退屈させないように）楽しませることを任務として与えられた。VarleyはドッグトレーナーのPeter Meanwellに助けを求め、二人は、犬たちが生まれつき持っているスピードや敏捷性（俊敏さ）を観客に見て実感してもらうために、馬術の障害飛越競技に似た、何度も何度も犬をジャンプをさせるコースを作り出し、デモを行ったのである。この最初のデモの時にすでに、現在のアジリティ競技でも用いられ続けている障害物がいくつも登場していた。たとえば 「Over & Under」 (A-frame/tunnel combination)、 「Tyre Hoop」 (tire)、 「Weaving Flags」 (weave poles)、 「Canvas Tunnel」 (collapsed tunnel) 、「Cat Walk」 (dogwalk)などである。そのデモについては『Our Dogs』という犬関連の新聞に記事が掲載され、活字の文書として記録が残っている。（なお、そのような文書としては記録が残っていないものの、この1978年のデモ以前にもCruftsで、同様の目的（観客を退屈させない目的）でシーソーやトンネルが行われていた、と語る関係者もいる。 またさらに言えば、Cruftsショーに限らなければ、警備犬のエキシビションを各地で行っていたイギリス空軍憲兵のドッグ・デモンストレーション・チームが、トレーニングに様々な障害物を用いていた、との証言もある。）
ともあれ1978年のCruftsドッグショーでのデモで、犬たちはスピード・挑戦精神・器用さなどを見事に見せ、来場したドッグ・オーナーたちの大好評を得た。ドッグ・オーナーたちは同様のデモをもっと見たくなり、また自分の犬を同様のデモに参加させたくなった。このデモのことは犬愛好家たちの間で広く知られることになり、同地域でも、英国国内でも、そして国境を越えても広まってゆき、標準化された道具（障害物）が生みだされた。1979年までに、ドッグ・トレーニング・クラブ（犬のトレーニングの同好会）のなかにはアジリティという新しいスポーツのためのトレーニングを提供するものがいくつも現れた。そして1979年12月には、ロンドンでの国際ホース・ショー（馬のショー）において、初の犬のAgility Stakes競技が開催された。1980年には、ザ・ケネルクラブ（＝イギリスにある、由緒正しい、最古のケネルクラブ）が、アジリティを、認可された一連の規則ともども、公式スポーツとして認知し、同年のCruftsで、この新規則を用いてチーム・イベントとしてアジリティ競技が試行され、その年はPeter Meanwellが採点者、Peter lewisが記録者となった。
1978年の参加者たちにも含まれていたPeter LewisとJohn Gilbertがその後、ヨーロッパや世界各地へとアジリティを伝道する役割を担った。1983年にはイギリスにおける最初の全国的アジリティクラブとなる「the Agility Club ザ・アジリティ・クラブ」が設立された。

### アメリカ
アメリカでは、イギリス式のルールにもとづいてアジリティを行う人がいた。
1980年代の初期に最初のエキシビションが行われた。米国で鍵となった組織はNDCAおよびUSDAAである。NDCAは英国のUnited Kennel Clubと統合された。

### カナダ
カナダでは1988年に、オンタリオのArt Newmanによって紹介され、同年the Agility Dog Association of Canada (ADAC)が設立された。TADACは現在はthe Agility Association of Canada (AAC)として知られ、カナダでの主要な仲裁機関の役割を担っている。

### 日本
日本におけるアジリティは1990年代前半に持ち込まれた。その先駆けとなった人物として福岡APEX代表の大庭俊幸を挙げることができる。
1996年以降、FCIヨーロッパ選手権がFCI世界大会になって久しいが、いまだかつて日本選手の優勝経験は無い。しかし、近年日本人選手の競技力向上に伴い、2010年ドイツ大会ではスモールクラスでの団体2位の成績を残した。続く2012年フランス大会では、同じくスモールクラスで団体3位となり、日本選手が2年連続で表彰台に上がった。さらに同大会では、泉北ドッグトレーナースクール所属の山口麻穂が愛犬のスズカ（シェットランドシープドッグ）とのペアでスモールクラス個人総合の2位に入った。コロナ禍明けで日本チーム久々の参加となった2023年のチェコ大会では日本ラージチーム(南場ガンプ、山脇ヤマチャ、田辺ルーカス)がアジリティー団体で3位入賞、表彰台に上がった。
競技団体としては社団法人ジャパンケネルクラブやOPDESなどが中心的存在である。
そのうち毎年6月にジャパンカップケネルクラブ主催のアジリティージャパンカップがFCI世界選手権日本代表を決める大会となっており、1年間の大会の通算ポイントで上位に入ったチームだけが参加できる。
個人・クラブレベルでの練習競技会開催も多数行われている。

## アジリティに用いる障害
飛越系障害
ハードル
ウィングと呼ばれる2つの土台に挟まれた、1本のバーで構成される。全競技中最も多用される障害である。
ダブルハードル
ウィングと呼ばれる2つの土台に挟まれた、2本のバーで構成される。この障害は2つのバーが同じ高さのパラレルジャンプと、2つのバーの高さが異なるアセンディングジャンプに分けられる。
トリプルハードル
ウィングと呼ばれる2つの土台に挟まれた、3本のバーで構成される。なお、安全面への配慮からFCIではこの障害の使用は禁止されている。
タイヤ
固定されたタイヤの中心部を潜り抜ける障害である。
パネル/レンガ
2つの土台に挟まれた1つのブロックが置かれた障害で、そのブロックの上には瓦のようなものが置かれている。
ロングジャンプ
4か所のポールの間に2個から5個の低い傾斜のあるブロックが置かれた障害である。犬はその障害を飛び越え無くてはいけない。通常進行方向に向かって手前の方が高さが低く、奥に進むにつれて高さが上がっていく。ハンドラーまたは犬が4箇所のポールを倒しても失敗にはならない。

その他の障害
コンタクト障害
後述のAフレーム/Aランプ、ドッグウォーク、シーソーをコンタクト障害と総称する。規定の場所（コンタクトゾーン）を踏まないと失敗として減点の対象になる。
Aフレーム/Aランプ
2枚の板を90度（カテゴリーにより異なる）の角度で合わせたような形で、横から見るとアルファベットのAの字のようになる。上り口・下り口共に下の90cm程度の部分は色分けされており、その部分がコンタクトゾーンとなる。また、障害には数cmの厚みの横棒を一定間隔で備え付けると共に、滑り止めの措置が取られており、犬の安全性にも工夫がなされている。
ドッグウォーク
3枚の細長い板で構成されており、中央部は地面に並行となり、その両端に傾斜のある板が備え付けられる。傾斜板の登り口・下り口共に下の部分は色分けされており、これがコンタクトゾーンとなる。なお、Aフレームと同様に滑り止めの措置は取られているが、横棒の設置は傾斜部のみで、中央の並行部には同様の棒は取り付けられていない。
シーソー
片側が地面に着地した1枚の板で構成されており、犬が中央部を超えると重心の移動が起こり、反対側が地面に着地するようになっている。他のコンタクト障害同様にコンタクトゾーン、滑り止め、横棒が設置されている。なお板の着地前に飛び降りた場合は、コンタクトゾーンを踏んでいたとしても失敗となるが、実際にはその判断は審査員の裁量に委ねられる部分が大きい。
ハードトンネル
可変性を持った柔らかいトンネルであり、直線に配置したり、180度折り曲げて配置したりすることが可能となっている。
ソフトトンネル
入口部分は固形（通常は半楕円形に近い形状）であり、その先に布が付けられた形の障害。布は固定されないため、入口からはあたかも先が無いように見えるのが特徴である。
スラローム/ウィーブ
一定の間隔で並んだポール（通常12本）で構成された障害物。1本目のポールは必ず犬の左肩になるようにしなくてはいけない。
テーブル
90cm四方ほどのテーブル状の障害。現在は廃止。

## ルール
ルールは各団体により異なるが、審査員の元で全長200m前後のコースを犬に指示を出して走らせ、ミスのない(少ない)犬のグループに分けてその中から最速の犬から順番に順位をつけることは共通している。
ここでは最も競技人口が多いと見られるFCI(国際畜犬連盟)ルールについて概説する。
FCIルールはこれまでに度々見直しが行われており、ハードルの高さやカテゴリーの増設などが行われている。
- 標準タイム
- リミットタイム
- 競技種目
- 失敗
- 拒絶
- 失格
- 順位

## 大会

### ヨーロッパ選手権大会
- 1991年　ヘルシンキ（フィンランド）
- 1992年　リヨン（フランス）
- 1993年　リンツ（オーストリア）
- 1994年　アルンヘム（オランダ）
- 1995年　トリノ（イタリア）

### 世界選手権大会
- 1996年　モルジュ（スイス）
- 1997年　コペンハーゲン（デンマーク）
- 1998年　マリボール（スロベニア）
- 1999年　ドルトムント（ドイツ）
- 2000年　ヘルシンキ（フィンランド）
- 2001年　ポルト（ポルトガル）
- 2002年　ドルトムント（ドイツ）
- 2003年　リエヴァン（フランス）
- 2004年　モンティキアーリ（イタリア）
- 2005年　バリャドリード（スペイン）
- 2006年　バーゼル（スイス）
- 2007年　ハーマル（ノルウェー）
- 2008年　ヘルシンキ（フィンランド）
- 2009年　ドルンビルン（オーストリア）
- 2010年　リーデン（ドイツ）
- 2011年　リエヴァン（フランス）
- 2012年　リベレツ（チェコ）
- 2013年　ヨハネスブルグ（南アフリカ）
- 2014年　ルクセンブルグ（ルクセンブルグ）
- 2015年　ボローニャ（イタリア）
- 2016年　サラゴサ（スペイン）
- 2017年　リベレツ（チェコ）
- 2018年　クリシャンスタード（スウェーデン）
- 2019年　トルク（フィンランド）
- 2020年　タリン（エストニア）コロナ禍で中止
- 2021年　タリン（エストニア）コロナ禍で中止
- 2022年　シュヴェヒャト（オーストラリア）
- 2023年　リベレツ（チェコ）
- 2024年　オフラブベーク（ベルギー）

## 災害救助
地震・火災・遭難などの場面を想定して、倒壊家屋・岩石・木材など様々な障害を設置して、平時でも災害救助犬の訓練や競技会としても利用されている。

## 映像資料
- 「イヌと人の熱き戦い！～アジリティー世界大会２０１９」 - NHKの番組。2019年の世界大会に出場した日本代表チームを取材している。